# Dinar tunisien
Pour les articles homonymes, voir Dinar et TND.
Le dinar tunisien (arabe : دينار تونسي ; symbole monétaire : DT ; code ISO : TND) est la monnaie de la Tunisie depuis le 1er novembre 1958, en remplacement du franc tunisien. Il est divisé en 1 000 millimes. 

## Histoire
Son nom dérive du latin denarius aureus qui signifie pièce d'or et qui désigne à l'origine une monnaie romaine, ayant une valeur de dix as, qui est employée comme équivalent du solidus (monnaie byzantine que les Arabes connaissent avant l'avènement de l'islam). Après la conquête de la Syrie, les Arabes, n'ayant pas leur propre monnaie, continuent d'utiliser dans leurs transactions commerciales le solidus byzantin. Plus tard, ils frappent des imitations. Ce n'est que sous le règne du calife omeyyade Abd Al-Malik, en l'an 77 de l'hégire (696-697), qu'ils frappent enfin le premier dinar or. Il est alors épigraphique et supprime toute représentation figurative.
À la suite de la promulgation de la loi no 58-109 du 18 octobre 1958, le franc tunisien est remplacé par le dinar, monnaie nationale de la république de Tunisie, au taux de 1 dinar pour 1 000 francs, devenus 1 000 millimes. On retrouve la trace de cet héritage dans l'appellation argotique frank pour désigner les millimes.

## Pièces de monnaie
En 1960, des pièces en aluminium de 1, 2 et 5 millimes et des pièces en laiton de 10, 20, 50 et 100 millimes sont introduites. Les pièces de 1 et 2 millimes tombent, par la suite, en désuétude. En 1968, une pièce en nickel valant ½ dinar est introduite puis remplacée par un format plus petit, en cupronickel, en 1976. Une pièce en argent de 1 dinar est émise en 1970 pour les 25 ans de la FAO, rapidement thésaurisée. Une série de pièces de 5 dinars en argent est introduite à partir de 1976, essentiellement commémorative, puis retirée de la circulation.
|  | 1 millime  | 1960 |
|  | 2 millimes | 1960 |

En 2002, des nouvelles pièces de 5 dinars mélangeant deux métaux sont introduites. En 2013, la banque centrale émet deux nouvelles pièces possédant une tranche tridécagonale, une de 200 millimes et une de 2 dinars.
Les diverses pièces émises depuis 1960 et toujours en circulation portent les valeurs suivantes :
|  | 5 millimes   | 1960                                                  |
|  | 10 millimes  | 1960                                                  |
|  | 20 millimes  | 1960                                                  |
|  | 50 millimes  | 1960                                                  |
|  | 100 millimes | 1960                                                  |
|  | 200 millimes | 2013                                                  |
|  | ½ dinar      | 1976                                                  |
|  | 1 dinar      | 1976, avers Bourguiba, puis 1997, armes de la Tunisie |
|  | 2 dinars     | 2013                                                  |
|  | 5 dinars     | 2002                                                  |

## Billets de banque
Depuis le 31 décembre 2019, tous les billets émis entre 1958 et 2011, soit avant les dernières réformes monétaires de 2013 et 2017, n'ont plus cours et n'ont donc plus aucune valeur au change, et ne peuvent plus être échangés aux guichets de la Banque centrale de Tunisie. 
Historiquement, les premiers billets de 1, 5 et 10 dinars produits à partir de 1958 portent tous au recto le portrait de Habib Bourguiba. On trouve les séries de billets suivantes,, :
- ½ dinar (séries 1958, 1965 et 1973)
- 1 dinar (1958-1980)
- 5 dinars Arche de pont / Bourguiba (1958-?)
- 5 dinars violet Bourguiba (1983-1986)
- 10 dinars Bourguiba (séries 1965, 1973 et 1983)
- 10 dinars Ibn Khaldoun (1992-1997)
- 20 dinars El Jem/Monastir (série 1980)
- 20 dinars Sfax (série 1983)

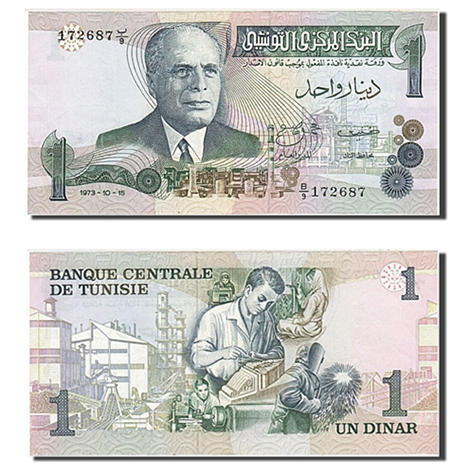
Billet d'un dinar (1973).
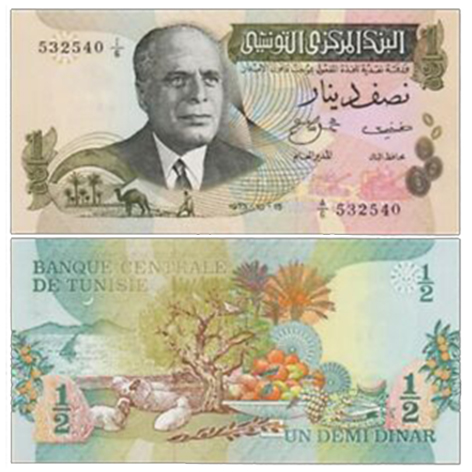
Billet d'un demi-dinar (1973).

| Billets émis depuis 1987 | Billets émis depuis 1987 | Billets émis depuis 1987 | Billets émis depuis 1987 | Billets émis depuis 1987                                                    | Billets émis depuis 1987                  | Billets émis depuis 1987 |
| Image                    | Image                    | Valeur                   | Couleur dominante        | Description                                                                 | Description                               | Mise en circulation      |
| Avers                    | Revers                   | Valeur                   | Couleur dominante        | Avers                                                                       | Revers                                    | Mise en circulation      |
| ------------------------ | ------------------------ | ------------------------ | ------------------------ | --------------------------------------------------------------------------- | ----------------------------------------- | ------------------------ |
|                          |                          | 5 dinars                 | vert clair               | Hannibal Barca Ports puniques de Carthage                                   | 7 novembre 1987                           | 1993-2013 [démonétisé]   |
|                          |                          | 5 dinars                 | vert clair               | Hannibal Barca Ports puniques de Carthage                                   | Navires carthaginois                      | 2013–                    |
|                          |                          | 5 dinars                 | vert                     | Slaheddine El Amami                                                         | Aqueduc de Zaghouan                       | 2022–                    |
|                          |                          | 10 dinars                | bleu                     | Ibn Khaldoun                                                                | 7 novembre 1987                           | 1994-2005 [démonétisé]   |
|                          |                          | 10 dinars                | bleu                     | Mosquée Mâlik ibn Anas Didon                                                | Capitole de Dougga Antenne parabolique    | 2005-2013                |
|                          |                          | 10 dinars                | bleu                     | Abou el Kacem Chebbi                                                        | Médersa El Bachia                         | 2013–                    |
|                          |                          | 10 dinars                | bleu                     | Tawhida Ben Cheikh                                                          | Poterie et bijoux berbères                | 2020–                    |
|                          |                          | 20 dinars                | rose                     | Kheireddine Pacha Mosquée Sidi Mahrez Escalier des lions du palais du Bardo | 7 novembre 1987                           | 1992-2011 [démonétisé]   |
|                          |                          | 20 dinars                | rose                     | Kheireddine Pacha Ksar Ouled Soltane                                        | Collège Sadiki                            | 2011-2017                |
|                          |                          | 20 dinars                | rouge                    | Farhat Hached                                                               | Amphithéâtre d'El Jem                     | 2017–                    |
|                          |                          | 30 dinars                | orange                   | Abou el Kacem Chebbi Cité des sciences                                      | Agriculture Fonds de solidarité nationale | 1997-2013                |
|                          |                          | 50 dinars                | vert foncé               | Ibn Rachik Musée de la monnaie                                              | 7 novembre 1987                           | 2009-2011 [démonétisé]   |
|                          |                          | 50 dinars                | vert foncé               | Ibn Rachik Musée de la monnaie                                              | Place du Gouvernement                     | 2011–                    |
|                          |                          | 50 dinars                | marron                   | Hédi Nouira                                                                 | Banque centrale de Tunisie                | 2022–                    |

Après la révolution de 2011, les billets de cinq, dix, vingt et cinquante dinars qui contiennent des slogans liés au 7 novembre 1987 sont remplacés par de nouveaux billets. En décembre 2017, la Banque centrale décide de mettre en circulation un nouveau billet de 20 dinars représentant Farhat Hached. Cette série comprend aussi un nouveau billet de dix dinars représentant Tawhida Ben Cheikh (mars 2020) ainsi que de nouveaux billets de cinq dinars avec Slaheddine El Amami et de cinquante dinars avec Hédi Nouira (avril 2022).

## Taux de change
Historiquement, le dinar fondé en 1958, se négocie au début des années 1960 aux alentours de 9,50 francs français (FFr) de l'époque. Il s'apprécie sur le marché des changes, entre autres face au dollar américain, à partir de 1969, pour grimper jusqu'à plus de 12 FFr en 1973, avant de subir une rapide dégradation de son cours à partir de 1986-1987, décrochage qui le ramène à 6 FFr en moyenne à la veille de la conversion en euro.
Vis-à-vis des principales monnaies d'endettement et d'investissement du pays, l'euro et le dollar américain, le dinar n'a cessé de se déprécier depuis lors. Il connaît une lente dégradation face à l'euro entre 2011 et 2016, où il passe de 2 à 2,500 dinars pour un euro, puis un décrochage plus rapide entre 2017 et 2019, où il tombe à 3,450 avant de se redresser à 3,170 dinars.
L'évolution du dinar vis-à-vis de l'euro est la suivante :
- 3 janvier 2008 : 1,790 dinar/€ ;
- 1er janvier 2010 : 1,890 dinar/€ ;
- 6 janvier 2012 : 1,930 dinar/€ ;
- 3 janvier 2014 : 2,250 dinars/€ ;
- 2 janvier 2016 : 2,220 dinars/€ ;
- 19 décembre 2017 : 2,920 dinars/€ ;
- 13 mars 2018 : 2,959 dinars/€[9] ;
- 28 août 2019 : 3,179 dinars/€[9] ;
- 30 août 2020 : 3,252 dinars/€[9] ;
- 30 août 2021 : 3,263 dinars/€[9].

L'évolution du dinar vis-à-vis du dollar est la suivante :
- 3 janvier 2008 : 1,210 dinar/$ ;
- 1er janvier 2010 : 1,320 dinar/$ ;
- 6 janvier 2012 : 1,520 dinar/$ ;
- 3 janvier 2014 : 1,650 dinar/$ ;
- 2 janvier 2016 : 2,040 dinars/$ ;
- 19 décembre 2017 : 2,480 dinars/$ ;
- 13 mars 2018 : 2,387 dinars/$[10].

Au regard de l'évolution des deux dernières décennies, la dépréciation du dinar a tendance à prendre une dimension structurelle et à lui conférer le statut de monnaie faible. Les observateurs, tels que la mission économique française en Tunisie, expliquent en 2006 « cette accélération de la baisse de la valeur internationale du dinar par une volonté de la Banque centrale de Tunisie (BCT) de préserver les parts de marché du pays dans le commerce international », mettant à l'actif de cette politique de change la bonne résistance des exportations du secteur textile car la dépréciation du dinar favorise les exportations en améliorant leur compétitivité.

## Restrictions
L'importation ou l'exportation de dinars au delà d'une certaine somme non déclarée constitue un délit en Tunisie. Pour les voyageurs non résidents en Tunisie, il existe beaucoup de guichets automatiques permettant de convertir les monnaies étrangères en dinars. Ils ont le droit, en quittant le pays, d'emporter avec eux l'équivalent en devise de 5 000 dinars sans justificatif. Au-delà de cette somme, il leur faut présenter la déclaration d'importation de ces devises ou éventuellement une autorisation de la BCT.
Tout résident en Tunisie a droit à une allocation touristique qui lui permet d'exporter une somme en devise étrangère équivalente à 6 000 dinars par an,.